# Jan van Asseliers
Jan van Asseliers, ook bekend als Johannes Asseliers, (Antwerpen 1530 – Delft 1587) was aan het eind van de zestiende eeuw griffier van de Staten-Generaal van de Verenigde Provinciën. Hij was de opsteller van het Plakkaat van Verlatinghe en hij ondertekende dit document dat als de onafhankelijkheidsverklaring van de Republiek der Verenigde Nederlanden geldt, op 26 juli 1581 namens de Staten-Generaal.

## Levensloop
Zijn vader Ghislain was schepen in Antwerpen. In zijn jeugd studeerde Asseliers rechtsgeleerdheid en maakte hij reizen door Italië, Frankrijk, Duitsland en andere landen van Europa. In 1556 trouwde hij met Margaretha van Duijsborch, met wie hij een dochter, Anna, kreeg. Met zijn broers was hij begin jaren zestig actief in een handelscompagnie in juwelen. Hij werd secretaris van zijn geboortestad Antwerpen. In de opstand tegen de Spaanse koning koos Van Asseliers de zijde van de rebellerende Staten. In 1577 werd hij secretaris van de Staatsraad van landvoogd Matthias, de latere keizer Matthias. In 1579 riep hij 's-Hertogenbosch op Schotse troepen op te nemen om zich tegen de Spanjaarden te kunnen verdedigen. Tot 1783 heeft de Schotse Brigade voor de Staten-Generaal  dienst gedaan, eerst in de strijd tegen Spanje, later tegen Frankrijk.
Op 22 juli 1581 besloten de Staten-Generaal de Spaanse koning Filips II af te zweren. Zij vroegen hun griffier, Jan van Asseliers, daartoe een document op te stellen. Asseliers voltooide het werk in vier dagen. Op 26 juli 1581 werd het zogenaamde Plakkaat van Verlatinghe door Asseliers namens de Staten-Generaal van de Verenigde Nederlanden ondertekend. Met het document, ook wel de akte van Afzwering genoemd, namen de gewesten behorend tot de Unie van Utrecht afstand van de Spaanse koning Filips II.
Het Plakkaat van Verlatinghe wordt ook wel gezien als de onafhankelijkheidsverklaring van de Nederlanden en een belangrijke voorloper van de Grondwet. Voor het eerst in de Tachtigjarige Oorlog kwamen de autoriteiten expliciet in opstand tegen de koning. Tot eind van de jaren zeventig had de leider van de Opstand, Willem van Oranje, volgehouden: Den Coninck van Hispangien Heb ick altijt gheeert.
Na de ondertekening van het Plakkaat van Verlatinghe werd er niet onmiddellijk een republiek gevormd. De Staten-Generaal gingen eerst nog op zoek naar een andere vorst. Asseliers werd in 1584 met La Moulière door de Staten-Generaal als gezant naar Frankrijk gezonden om koning Hendrik III de heerschappij van de lage landen aan te bieden, zoals deze eerder was aangeboden aan zijn broer de hertog van Anjou. Deze poging was vergeefs. Nadat ook andere pogingen om een kandidaat voor de troon te vinden waren mislukt, werd in 1588 besloten verder te gaan als republiek. Asseliers was inmiddels - in 1587 - overleden.
Het originele handgeschreven Plakkaat van Verlatinghe is nog steeds intact en bevindt zich in het Nationaal Archief. Daar is in de jaren 10 van de 21ste eeuw opnieuw wetenschappelijk vastgesteld dat Asseliers de enige scribent was. Het Plakkaat is in 1581 ook meteen in druk verschenen. Een originele eerste druk bevindt zich in elk geval in Trinity College Library in Dublin.

## Werk
- Historia Belgicorum Tumultuum a discessu Philippi II usque ad obitum Francisci Valesii, Ducis Alenconii, juni 1584